# Miranda (Carabobo)
Miranda es una ciudad venezolana capital del Municipio Miranda del Estado Carabobo en la Región Central de Venezuela. Tiene una superficie de 145 km². Posee una población estimada para el 2016 de 29 141 habitantes.

## Límites Geográficos
Norte: limita con el Municipio Montalbán, desde el paso de Aguirre hasta el paso Real por la carretera. A partir de allí, la frontera sigue el estribo de la serranía hasta la cumbre El Orégano, y continúa a lo largo de la misma fila montañosa que separa al municipio del Municipio Miranda del Estado Yaracuy, hasta alcanzar la cumbre de Campo Amor.
Este: limita con el Municipio Bejuma, siguiendo el río Aguirre desde su desembocadura en el río Onoto, aguas arriba hasta la confluencia con el río Bejuma.
Oeste: colinda con el Estado Yaracuy, específicamente en las cercanías del poblado de Hato Viejo, separado por una quebrada nacida en la cumbre de Campo Amor, que fluye hacia el sur atravesando el plan de Sabana Arriba. Esta quebrada, también conocida como Martín Ascanio o Las Guafas, desemboca en el río Tigre, el cual continúa su curso hasta encontrarse con el río Onoto, que a su vez fluye hasta su desembocadura en el río Tirgua.
Sur: limita con el estado Cojedes, siguiendo el curso del río Tirgua hasta su confluencia con el río Onoto y los cerros de La Soledad.

## Historia
A mediados del siglo xviii, colonos españoles se establecieron en el Valle de Onoto, atravesado por el río del mismo nombre, formando uno de los primeros asentamientos permanentes de la zona. Con el tiempo, este valle pasó a formar parte del Cantón de Montalbán, dentro de la división administrativa colonial.
El nombre Miranda fue adoptado oficialmente el 7 de diciembre de 1849, cuando el valle fue elevado a la categoría de parroquia civil, en homenaje al General Francisco de Miranda, quien —según la tradición local— acampó en 1811 en las sabanas de Onoto, posiblemente en el lugar donde años después se fundaría el poblado que llevaría su nombre.
En 1862, durante las guerras civiles del siglo xix, se libró una batalla en las calles de Miranda, en la cual el coronel Félix Moreno, al mando de las fuerzas del gobierno, derrotó a las tropas liberales del general Lander. El enfrentamiento arrojó un saldo aproximado de 30 bajas por bando.
En el ámbito cultural, Miranda contó con medios impresos desde fines del siglo XIX. En 1890 comenzó a circular el periódico La Aurora de Miranda, seguido en 1891 por El Correo, ambos iniciativas locales destacadas en el registro histórico del municipio.

## Fundación
El primer poblador conocido del actual municipio fue el capitán Manuel Santiago de Ochoa, quien se estableció en la zona hacia el año 1740. Ochoa, en su condición de Teniente Gobernador de la ciudad de Nirgua, fue propietario de gran parte de las tierras del valle, donde se conformó el Caserío de Onoto, denominado así por el río homónimo.
Aunque tradicionalmente se ha mencionado el 13 de marzo de 1850 como fecha fundacional del poblado, en realidad ese día se registró un documento de donación de tierras para el desarrollo del asentamiento. La verdadera fecha de fundación civil es el 7 de diciembre de 1849, cuando fue sancionado el acto legislativo que otorgó al caserío el rango de Municipio.
A pesar de no existir una figura oficialmente reconocida como fundador de Miranda, la historiografía local valora la figura del español Eugenio Cisneros, quien alojó en su casa el primer oratorio o capilla del pueblo y trajo desde España la imagen de la Virgen del Carmen, que fue adoptada como patrona de la localidad.
Miranda aparece por primera vez en la legislación territorial de Venezuela en la Ley de División Político-Territorial del Estado Carabobo de 1854, formando parte del Cantón Montalbán, junto con las parroquias Montalbán (capital), Bejuma, Canoabo, Drama y Miranda. Su elevación definitiva a la categoría de Municipio Autónomo se produce mediante ley sancionada por la Asamblea Legislativa del Estado Carabobo el 27 de junio de 1988.

## Vegetación
Como consecuencia de la profunda intervención humana a que ha sido sometida la microrregión, sobre todo por medio de la actividad agrícola intensiva, ha desaparecido la vegetación silvestre. Sin embargo se localizan algunos remanentes o testigos en lugares de pendientes fuertes y en márgenes de ríos y quebradas donde la intervención humana es más difícil. En los alrededores de Miranda y Montalbán las zonas de vegetación no intervenida se encuentran a lo largo de los ríos que corren cerca de estos centros poblados, donde abundan especies vegetales como el Samán, Pardillo, Cedro, Apamate, Jobo y Caoba. En el resto de la territorialidad del Municipio predominan los cultivos, especialmente de cítricos, que ofrecen una importante cobertura vegetal a los suelos. Actividad Económica. Minera. En el Municipio existen importantes recursos de cuarzo, ubicados en las proximidades de la ciudad de Miranda.

## Economía
El pueblo y sus alrededores basan su economía ante todo en la agricultura y la ganadería. En los alrededores hay una serie de haciendas donde se cultivan cítricos (naranjas, mandarinas, limón), hortalizas, legumbres, yuca, aguacate y granos.
También hay algunas haciendas dedicadas a la cría de ganado y de pollos.

## Cultura
- Biblioteca Municipal Eleodoro Betancourt y la Casa de la Cultura de miranda Carabobo 7 Mil Libros

## Parques

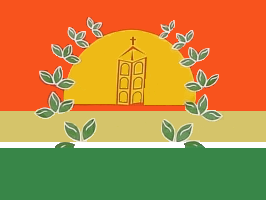

- Parque La Gruta

## Educación
Hay más de 20 centros educativos de nivel primario y secundario que sirven para el pueblo de Miranda y el municipio en general.

## Enlaces
Historia de Miranda
- Datos: Q1938002